# ずーしーほっきー
ずーしーほっきーは北海道北斗市の公式キャラクターである。北斗市公式ホームページでは「北斗市の“いいところ”をPRしてゆく宣伝隊長」と紹介されている。2014年のゆるキャラグランプリに出場した。

## 沿革
平成25年（2013年）、北斗市が平成27年度（2015年度）の北海道新幹線開業に向け、道内外に市の良さをアピールするためのご当地キャラクターとして、地元の公立はこだて未来大学と協働で制作。同年11月、学生がデザインした5つの案を候補に市民投票が行われ、1位となった「ずーしーほっきー」が採用された。2014年10月23日より開催の物産展「なまらうまい北海道展」のPRポスターに起用。人気アクション漫画「北斗の拳」のキャラクターと共演するイラストが描かれた。2015年2月12日から2月20日の間に「ずーしーほっきー文字ロゴ決選投票！」を実施した。

## プロフィール
北斗市特産のホッキ貝と、地元のブランド米「ふっくりんこ」を使った、ホッキの握り寿司をイメージしている。人気投票時点のプロフィールでは「不明。何を考えているのかわからない。突然四つん這いになるイキモノ。」と紹介されている。鳴き声は｢ホキホキホキーー！｣。
- 誕生日 - 不明
- 出身地 - 不明
- 好きなもの - 不明
- 性格 - 不明
- 趣味 - 不明